# Jaime Cruz
Jaime Cruz (Rosario, Argentina, 20 de febrero de 1925) es un exfutbolista argentino que jugaba como defensa.

## Trayectoria
Su carrera inició en Newell's Old Boys, debutando como profesional en 1943. Al año siguiente se incorporó a Club Atlético Atlanta, equipo en el que fue considerado un defensa aguerrido y ganándose el puesto de titular rápidamente, jugó 145 partidos con la camiseta del Bohemio en Primera División, compartió honores con el peruano José Eusebio Soriano, símbolo en la portería en el arco del futbol argentino durante esa década.
En 1952 emigra al futbol de Perú, donde fichó por Association Chorrillos y Atlético Chalaco (siendo parte del "Ballet Porteño"), respectivamente, mientras que en el torneo de 1956 jugó por Universitario de Deportes, compartiendo equipo con sus compatriotas Osvaldo Bianco y Francisco Croas.
Posteriormente a su retirada del futbol, se quedó a residir en este último país y ejerció como negociante, abriendo locales de parrilladas en varios rincones del suelo incaico, en ese lapso de tiempo se desempeñó en el puesto de director técnico en las divisiones inferiores de Atlético Chalaco, así como también de otros planteles profesionales.

## Estadísticas

### Clubes
| Club                   | País      | Año         |
| ---------------------- | --------- | ----------- |
| Newell's Old Boys      | Argentina | 1943        |
| Atlanta                | Argentina | 1944 - 1951 |
| Association Chorrillos | Perú      | 1952 - 1953 |
| Atlético Chalaco       | Perú      | 1954 - 1955 |
| Universitario          | Perú      | 1956        |
| Atlético Chalaco       | Perú      | 1957 - 1958 |